# 5'nizza
«5'nizza» (вимовляється «Пя́тніца») — гурт із Харкова, що існував з 2000 по 2007 рік, у 2015 році відновив виступи. Завдяки своєму незвичному підходу до вигадування та виконання музики гурт здобув велику популярність у багатьох країнах Східної Європи, зокрема у Польщі, Росії та Болгарії. Пісні виконує переважно російською.
За роки свого існування колектив записав три повноформатних студійних альбоми та багато пісень, які не були видані офіційно.

## Історія
Гурт виконує власні пісні, в яких змішуються такі стилі як регі, реп, фанк, рок, ска. Переважну більшість пісень гурт виконує російською мовою, але деякі — українською. Разом з гуртом ТНМК співають пісню французькою мовою En Automne.
В текстах пісень гурту згадуються:
- Нірвана — гурт
- Джим Моррісон — співак, поет
- Володимир Висоцький — співак, бард, поет
- Че Гевара — революціонер
- Дон Кіхот — літературний персонаж
- Боб Марлі — співак
- Віктор Цой — співак

## Співпраця
- 2002 року гурт Танок на Майдані Конґо готував до видання збірку реміксів та рімейків ReФорматЦія. 5'nizza, для цього запису зробили свій кавер на пісню Зачекай (Зачекай (Варіації На Тему 5'Nizza Feat. Forgot-drumzz)
- Двома роками пізніше ті самі ТНМК видали макси-сингл «Вода/L'eau», на який потрапила пісня En Automne — франкомовний рімейк пісні Восени, виконаний разом з 5'Nizza. Згодом на цей трек був знятий кліп, в якому знялися Сан та Бабкін.
- Андрій Запорожець брав участь у записі перших двох альбомів гурту Lюk. Свого часу ця співпраця з Саном допомогла Lюkам у їх просуванні на російський ринок.
- На початку 2004 року був створений проект Bol'nizza. Він складався з учасників 5'nizza та їх друзів із Оркестру Че. Цей проект дав кілька концертів, але особливої уваги до себе не привернув і був розформований у тому ж році.
- Разом із петербурзьким гуртом «Маркшейдер Кунст» був записаний трек «Куда», який так і не було видано. В інтернеті можна знайти лише невеличкі відрізки.

## Склад
Складається з двох учасників:
- Андрій Запорожець («Сан») — вокал
- Сергій Бабкін («БатькоРідНий») — вокал, акустична гітара, імітує голосом різні музичні інструменти та звуки, human beatbox

## Дискографія

### Студійні альбоми
| Дата релізу | Назва                         |
| 2003        | Анплаггед (неофіційний запис) |
| 2003        | Пятница                       |
| 2005        | О5                            |
| 2017        | КУ                            |

### Бутлеги
| Дата релізу | Назва     |
| 2008        | Livenizza |

### Музичні відео
- «Нева» (саундтрек, 2002)
- Солдат (2003)
- Jamaica (2003)
- Забери (2005)
- I Believe In You (2015)
- Але (2015)
- НеКино (2015)
- Самолёт (2017)

## Скандали
У червні 2015 року після возз'єднання учасників гурту 5'nizza, Андрій Запорожець та Сергій Бабкін, вирушили в гастрольний тур, в тому числі містами Росії, незважаючи на анексію Криму Росією у 2014 році. Під час туру в Росії учасники гурту дали інтерв'ю одному з російських пропагандистських телеканалів Lifenews. За інформацією ряду українських ЗМІ, це викликало осуд українського суспільства.

Сам Сергій так прокоментував виступи в Росії: 
|  | Я служу людям, які вміють чути і змінюватися. Я не даю концерти у Кремлі, не граю корпоративи для російських олігархів. |

В тому ж інтерв'ю каналу «24» співаки заявили, що начебто не знали про репутацію LifeNews як одного з рупорів російської пропаганди.
У лютому 2025 року гурт запланував серію виступів у Європі, заявивши про це виключно російською мовою. Цей анонс викликав у українців чимало негативних відгуків. Бабкін та Запорожець не прокоментували ситуацію.